# Grave (titre)
Pour les articles homonymes, voir Grave.
Grave (en allemand : Graf – en allemand et au féminin : Gräfin –, en hongrois : gróf, en tchèque : hrabě, dans les autres langues slaves : hráb'a, groba…), est un titre de noblesse d'Europe centrale et orientale correspondant au titre de comte. Il provient du germanique ǥ(a)rēƀjōn (haut-allemand : grēva), du gotique grêve signifiant « envoyé », « délégué », « chargé de mission », et c'est pourquoi il équivaut, lorsqu'il est employé seul, à celui de comte.

## Saint-Empire romain germanique
Dans le Saint-Empire romain germanique, il est combiné avec d'autres termes dénotant une juridiction ou un domaine de responsabilité, assortis de concessions spéciales d'autorité ou de rang jusqu'à la fin du régime féodal. En voici une liste :
- Alt = vieux, ancien ou originel (et donc « vénérable ») : Altgraf. Par exemple, Altgraf zu Salm ;
- Burg = bourg (fortifié), château ou forteresse : le Burggraf (en français, burgrave) ;
- Land = pays : le Landgraf (en français : landgrave), qui tient son fief directement du souverain (en français : landgraviat) ;
- Mark = marche, signifiant en proto-indo-européen : frontière ou bord, (province de frontière : à l'est comme la Prusse ; à l'ouest comme Valenciennes) : le Markgraf (en français : margrave ou marquis) ;
- Pfalz = palais du souverain : le Pfalzgraf (en français, comte palatin), qui reçoit son office en fief du suzerain, et prend rang parmi les ducs) ;
- Rau = rugueux (à l'origine sur de nouveaux territoires dans des pays montagneux) : le Raugraf (en français : Raugrave ou Rougrave).

Ils sont connus dès le Xe siècle, et possèdent les villes d'Alzey, Germersheim, Creutznach, Simmeren, Rockenhausen, Beimberg qui forment ce qu'on appelle le Raugraviat. Leurs biens passèrent en partie aux électeurs palatins. L'électeur palatin Charles Ier Louis du Palatinat renouvelle en 1667 le titre de raugrave, en faveur de son épouse morganatique, Louise de Degenfeld, qui est appelée dès lors la Raugravine. Les Raugraves sont encore aujourd'hui des représentants en France.
- Reich = de l'allemand Reich (Empire), Reichsgraf (en français : Comtes du Saint-Empire), titre conférant l'un des rangs les plus élevés de haute noblesse issue du Saint-Empire, il donne préséance sur tout autre noble[2].
- Rhein = Rhin (fleuve) : le Rheingraf (de) (en français : Rhingrave).

La famille des Rhingraves reçoit ce titre en même temps que la charge de surveiller le Rhin, depuis Rhingrafenstein (« le Rocher des Rhingraves (de) », château du rocher des Rhingraves (de)), pouvant en outre lever un droit de passage sur le fleuve. Ils ont séance et voix aux Diètes d'Empire, dans le cercle électoral du Rhin, et prennent le titre de maréchaux héréditaires du Palatinat du Rhin.
Vers 1400, les Rhingraves héritent également du titre et des possessions des Wildgraves de Dhaun (de) et Kyrburg (de).
Au XVIe siècle, ils reçoivent par mariage la moitié du comté de Salm (cf. aussi Salm et Salm-Salm) enclavé en Lorraine, où ils se fixent, et se nomment dès lors Wild- et Rhingraves, comtes de Salm, princes de Salm et du Saint-Empire en 1623, dits princes de Salm-Salm à partir de 1739 à cause du mariage de Dorothée-Françoise-Agnès, fille héritière du wild- et rhingrave Louis-Othon prince de Salm, et de son cousin éloigné le wild- et rhingrave Nicolas-Léopold, de la branche cadette de Neuviller-Hoogstraten.
- Wald = forêt (comes nemoris) : le Waldgraf.
- Wild = sauvage (dans des nouveaux territoires) : le Wildgraf (voir Rhingrave ci-dessus).

## Historique
Par la diffusion vers l'Est au Moyen Âge des colons, du droit, de l'architecture et du commerce germaniques, le titre est adopté et adapté par les différentes monarchies d'Europe centrale et orientale (Hongrie, Pologne, Lituanie, possessions de l'ordre Teutonique dans les pays baltes et des Habsbourg dans les pays danubiens…). Le Graf et ses variantes restent initialement liés à l'appartenance de son titulaire aux religions catholique ou protestante. Le titre ne commence à se diffuser dans le monde orthodoxe (Empire russe, principautés danubiennes) qu'après les réformes de Pierre Ier le Grand (et seulement dans la seconde moitié du XIXe siècle dans les Balkans). À partir du XVIIIe siècle, avec l'adoption du français comme langue commune de l'aristocratie européenne, il est de plus en plus transcrit par son équivalent occidental, le « comte ».

## LeGrafdans la culture
Un des personnages fictifs les plus connus de gróf transylvain, transcrit par count en anglais et « comte » en français, est celui de Dracula. Ses nombreux avatars, de Nosferatu à Dooku sont tous Graf en allemand, « count » en anglais et « comte » en français.